# Station Rock Ferry
Rock Ferry is een spoorwegstation van National Rail in Rock Ferry, Wirral in Engeland. Het station is eigendom van Network Rail en wordt beheerd door Merseyrail.